# Czerwieńsk (ville)
Pour les articles homonymes, voir Czerwieńsk.
Czerwieńsk (prononciation : [ˈt͡ʂɛrvʲɛɲsk]) est une petite ville située dans le powiat de Zielona Góra dans la voïvodie de Lubusz, en Pologne.
Elle est le siège administratif (chef-lieu) de la gmina appelée gmina de Czerwieńsk.
Elle s'étend sur 9,22 km2 et comptait 4 182 habitants en 2014.

## Histoire
La première apparition de la ville remonte aux environs de 1550 sous le nom allemand de Rothenburg an der Oder. De 1742 à 1945, Rothenburg-sur-l'Oder fait partie de l'arrondissement de Grünberg-en-Silésie dans le district de Liegnitz au sein de la province de Silésie.
Après la Seconde Guerre mondiale, avec les conséquences de la Conférence de Potsdam et la mise en œuvre de la ligne Oder-Neisse, la ville est intégrée à la République populaire de Pologne. La population d'origine allemande est expulsée et remplacée par des polonais.
De 1975 à 1998, la ville est attachée administrativement à la voïvodie de Zielona Góra.

Depuis 1999, elle fait partie de la voïvodie de Lubusz.

## Relations internationales

### Jumelages
La ville a signé des jumelages ou des accords de coopération avec :
- Drebkau (Allemagne) ;
- Rothenburg (Haute-Lusace) (Allemagne).

## Galerie
|  |  |